# Шеври (Сена и Марна)
Шеври (фр. Chevru) је насељено место у Француској у региону Париски регион, у департману Сена и Марна.
По подацима из 2011. године у општини је живело 1081 становника, а густина насељености је износила 77,55 становника/km².

## Демографија
| 1962. | 1968. | 1975. | 1982. | 1990. | 2011. |
| ----- | ----- | ----- | ----- | ----- | ----- |
| 313   | 302   | 309   | 380   | 496   | 1.081 |